# Tour de Ski 2007/2008
Tour de Ski 2007/2008 var den andra upplagan av Tour de Ski och pågick mellan 28 december 2007 och 6 januari 2008. Tävlingen startade i Nove Mesto, Tjeckien och avslutades i Val di Fiemme, Italien. Totalsegrarna i Tour de Ski blev Lukáš Bauer, Tjeckien på herrsidan och Charlotte Kalla, Sverige på damsidan.

## Nationstävlingen
| Nr | Land     |          | Tid        |
| -- | -------- | -------- | ---------- |
| 1  | Norge    | Norge    | 12:43:44.1 |
| 2  | Ryssland | Ryssland | + 4:21.2   |
| 3  | Italien  | Italien  | + 6:07.0   |
| 4  | Tyskland | Tyskland | + 6:17.4   |
| 5  | Sverige  | Sverige  | + 10:59.6  |
| 6  | Finland  | Finland  | + 12:20.5  |
| 7  | Tjeckien | Tjeckien | + 22:17.7  |

## Damer

### Prolog -28 december;3,3 km klassisk stil, individuell start;Nove Mesto,Tjeckien
| Nr | Namn                 | Land     | Tid    | VC-poäng |
| -- | -------------------- | -------- | ------ | -------- |
| 1  | Virpi Kuitunen       | Finland  | 9:22.8 | 50 p     |
| 2  | Aino Kaisa Saarinen  | Finland  | + 0.7  | 40 p     |
| 3  | Justyna Kowalczyk    | Polen    | + 1.9  | 30 p     |
| 4  | Marit Bjørgen        | Norge    | + 6.1  | 25 p     |
| 5  | Seraina Mischol      | Schweiz  | + 13.0 | 23 p     |
| 6  | Julija Ivanova       | Ryssland | + 14.4 | 20 p     |
| 7  | Charlotte Kalla      | Sverige  | + 14.5 | 18 p     |
| 8  | Olga Rocheva         | Ryssland | + 14.8 | 16 p     |
| 9  | Valentyna Sjevtjenko | Ukraina  | + 15.3 | 14 p     |
| 10 | Therese Johaug       | Norge    | + 15.8 | 13 p     |

| Nr | Namn                | Land    | Tid    |
| -- | ------------------- | ------- | ------ |
| 1  | Virpi Kuitunen      | Finland | 9:07.8 |
| 2  | Aino Kaisa Saarinen | Finland | + 5.7  |
| 3  | Justyna Kowalczyk   | Polen   | + 11.9 |
| 4  | Marit Bjørgen       | Norge   | + 21.1 |
| 5  | Seraina Mischol     | Schweiz | + 28.0 |

| Nr | Namn                | Land    | Poäng |
| -- | ------------------- | ------- | ----- |
| 1  | Virpi Kuitunen      | Finland | 15    |
| 2  | Aino Kaisa Saarinen | Finland | 10    |
| 3  | Justyna Kowalczyk   | Polen   | 5     |

### Etapp 2 -29 december;10 km fristil, jaktstart;Nove Mesto,Tjeckien
| Nr | Namn                    | Land     | Tid     | VC-poäng |
| -- | ----------------------- | -------- | ------- | -------- |
| 1  | Charlotte Kalla         | Sverige  | 25:47.9 | 50 p     |
| 2  | Sabina Valbusa          | Italien  | 25:50.0 | 40 p     |
| 3  | Marit Bjørgen           | Norge    | 25:56.1 | 30 p     |
| 4  | Riitta-Liisa Roponen    | Finland  | 25:57.2 | 25 p     |
| 5  | Anna Hansson            | Sverige  | 26:00.6 | 23 p     |
| 6  | Katrin Zeller           | Tyskland | 26:01.4 | 20 p     |
| 7  | Arianna Follis          | Italien  | 26:02.4 | 18 p     |
| 8  | Olga Rotjeva            | Ryssland | 26:02.7 | 16 p     |
| 9  | Evi Sachenbacher-Stehle | Tyskland | 26:03.0 | 14 p     |
| 10 | Vibeke Skofterud        | Norge    | 26:04.5 | 13 p     |

| Nr | Namn              | Land     | Tid     |
| -- | ----------------- | -------- | ------- |
| 1  | Marit Bjørgen     | Norge    | 35:25.0 |
| 2  | Charlotte Kalla   | Sverige  | 35:25.2 |
| 3  | Justyna Kowalczyk | Polen    | 35:32.2 |
| 4  | Virpi Kuitunen    | Finland  | 35:40.0 |
| 5  | Olga Rotjeva      | Ryssland | 35:40.2 |

| Nr | Namn                | Land    | Poäng |
| -- | ------------------- | ------- | ----- |
| 1  | Virpi Kuitunen      | Finland | 15    |
| 2  | Aino Kaisa Saarinen | Finland | 10    |
| 3  | Justyna Kowalczyk   | Polen   | 5     |

### Etapp 3 -30 december;1 km fristil, sprint;Prag,Tjeckien
| Nr | Namn                | Land      | Tid | VC-poäng |
| -- | ------------------- | --------- | --- | -------- |
| 1  | Arianna Follis      | Italien   |     | 50 p     |
| 2  | Pirjo Muranen       | Finland   |     | 40 p     |
| 3  | Marit Bjørgen       | Norge     |     | 30 p     |
| 4  | Magda Genuin        | Italien   |     | 25 p     |
| 5  | Virpi Kuitunen      | Finland   |     | 23 p     |
| 6  | Justyna Kowalczyk   | Polen     |     | 20 p     |
| 7  | Seraina Mischol     | Schweiz   |     | 18 p     |
| 8  | Alena Prochazkova   | Slovakien |     | 16 p     |
| 9  | Claudia Nystad      | Tyskland  |     | 14 p     |
| 10 | Natalia Korosteleva | Ryssland  |     | 13 p     |

| Nr | Namn              | Land    | Tid     |
| -- | ----------------- | ------- | ------- |
| 1  | Marit Bjørgen     | Norge   | 36:25.6 |
| 2  | Arianna Follis    | Italien | 36:35.0 |
| 3  | Justyna Kowalczyk | Polen   | 36:47.6 |
| 4  | Virpi Kuitunen    | Finland | 36:49.1 |
| 5  | Seraina Mischol   | Schweiz | 36:57.1 |

| Nr | Namn           | Land    | Poäng |
| -- | -------------- | ------- | ----- |
| 1  | Arianna Follis | Italien | 60    |
| 2  | Virpi Kuitunen | Finland | 59    |
| 3  | Pirjo Muranen  | Finland | 56    |

### Etapp 4 -1 januari;10 km fristil, jaktstart;Nove Mesto,Tjeckien
| Nr | Namn                    | Land     | Tid     | VC-poäng |
| -- | ----------------------- | -------- | ------- | -------- |
| 1  | Charlotte Kalla         | Sverige  | 26:21.9 | 50 p     |
| 2  | Kristin Steira          | Norge    | +3,0    | 40 p     |
| 3  | Claudia Nystad          | Tyskland | +4,2    | 30 p     |
| 4  | Natalia Korosteljeva    | Ryssland | +5,0    | 25 p     |
| 5  | Stefanie Böhler         | Tyskland | +8,7    | 23 p     |
| 6  | Evi Sachenbacher-Stehle | Tyskland | +11,7   | 20 p     |
| 7  | Olga Rotjeva            | Ryssland | +11,8   | 18 p     |
| 8  | Valentyna Sjevtjenko    | Ukraina  | +14,8   | 16 p     |
| 9  | Justyna Kowalczyk       | Polen    | +26,1   | 14 p     |
| 10 | Astrid Jacobsen         | Norge    | +27,3   | 13 p     |

| Nr | Namn              | Land     | Tid       |
| -- | ----------------- | -------- | --------- |
| 1  | Charlotte Kalla   | Sverige  | 1:03:25.5 |
| 2  | Arianna Follis    | Italien  | +8,5      |
| 3  | Justyna Kowalczyk | Polen    | +10,1     |
| 4  | Virpi Kuitunen    | Finland  | +17,6     |
| 5  | Claudia Nystad    | Tyskland | +30,8     |

| Nr | Namn           | Land    | Poäng |
| -- | -------------- | ------- | ----- |
| 1  | Arianna Follis | Italien | 60    |
| 2  | Virpi Kuitunen | Finland | 59    |
| 3  | Pirjo Muranen  | Finland | 56    |

### Etapp 5 -2 januari;10 km klassisk stil, individuell start;Nove Mesto,Tjeckien
| Nr | Namn                 | Land      | Tid     | VC-poäng |
| -- | -------------------- | --------- | ------- | -------- |
| 1  | Aino Kaisa Saarinen  | Finland   | 28.55,7 | 50 p     |
| 2  | Virpi Kuitunen       | Finland   | + 2,6   | 40 p     |
| 3  | Therese Johaug       | Norge     | + 13,3  | 30 p     |
| 4  | Olga Rotjeva         | Ryssland  | + 14,3  | 25 p     |
| 5  | Valentyna Sjevtjenko | Ukraina   | + 23,0  | 23 p     |
| 6  | Charlotte Kalla      | Sverige   | + 25,2  | 20 p     |
| 7  | Petra Majdič         | Slovenien | + 25,3  | 18 p     |
| 8  | Justyna Kowalczyk    | Polen     | + 32,2  | 16 p     |
| 9  | Arianna Follis       | Italien   | + 47,9  | 14 p     |
| 10 | Astrid Jacobsen      | Norge     | + 49,7  | 13 p     |

| Nr | Namn              | Land     | Tid       |
| -- | ----------------- | -------- | --------- |
| 1  | Virpi Kuitunen    | Finland  | 1.32.21,4 |
| 2  | Charlotte Kalla   | Sverige  | + 25,0    |
| 3  | Justyna Kowalczyk | Polen    | + 42,1    |
| 4  | Olga Rotjeva      | Ryssland | + 45,7    |
| 5  | Arianna Follis    | Italien  | + 56,2    |

| Nr | Namn                | Land    | Poäng |
| -- | ------------------- | ------- | ----- |
| 1  | Virpi Kuitunen      | Finland | 79    |
| 2  | Arianna Follis      | Italien | 60    |
| 3  | Aino Kaisa Saarinen | Finland | 57    |

### Etapp 6 -4 januari;1.2 km fristil, sprint;Asiago,Italien
| Nr | Namn                 | Land      | Tid | VC-poäng |
| -- | -------------------- | --------- | --- | -------- |
| 1  | Charlotte Kalla      | Sverige   |     | 50 p     |
| 2  | Natalia Korosteleva  | Ryssland  |     | 40 p     |
| 3  | Justyna Kowalczyk    | Polen     |     | 30 p     |
| 4  | Arianna Follis       | Italien   |     | 25 p     |
| 5  | Olga Rocheva         | Ryssland  |     | 23 p     |
| 6  | Astrid Jacobsen      | Norge     |     | 20 p     |
| 7  | Pirjo Muranen        | Finland   |     | 18 p     |
| 8  | Riitta-Liisa Roponen | Finland   |     | 16 p     |
| 9  | Magda Genuin         | Italien   |     | 14 p     |
| 10 | Alena Prochazkova    | Slovakien |     | 13 p     |

| Nr | Namn              | Land     | Tid       |
| -- | ----------------- | -------- | --------- |
| 1  | Virpi Kuitunen    | Finland  | 1:34.41,3 |
| 2  | Charlotte Kalla   | Sverige  | +0,2      |
| 3  | Justyna Kowalczyk | Polen    | + 23,7    |
| 4  | Olga Rocheva      | Ryssland | + 36,1    |
| 5  | Arianna Follis    | Italien  | + 38,2    |

| Nr | Namn              | Land    | Poäng |
| -- | ----------------- | ------- | ----- |
| 1  | Virpi Kuitunen    | Finland | 151   |
| 2  | Arianna Follis    | Italien | 149   |
| 3  | Justyna Kowalczyk | Polen   | 139   |

### Etapp 7 -5 januari;10 km klassisk stil, masstart;Val di Fiemme,Italien
| Nr | Namn                    | Land     | Tid     | VC-poäng |
| -- | ----------------------- | -------- | ------- | -------- |
| 1  | Virpi Kuitunen          | Finland  | 32.48,1 | 50 p     |
| 2  | Charlotte Kalla         | Sverige  | + 4,5   | 40 p     |
| 3  | Claudia Nystad          | Tyskland | + 5,0   | 30 p     |
| 4  | Olga Rocheva            | Ryssland | + 5,1   | 25 p     |
| 5  | Katrin Zeller           | Tyskland | + 5,5   | 23 p     |
| 6  | Evi Sachenbacher-Stehle | Tyskland | + 5,6   | 20 p     |
| 7  | Anna Hansson            | Sverige  | + 5,7   | 18 p     |
| 8  | Pirjo Muranen           | Finland  | + 12,4  | 16 p     |
| 9  | Kristin Størmer Steira  | Norge    | + 13,0  | 14 p     |
| 10 | Arianna Follis          | Italien  | + 13,2  | 13 p     |

| Nr | Namn              | Land     | Tid       |
| -- | ----------------- | -------- | --------- |
| 1  | Virpi Kuitunen    | Finland  | 2:06.44,4 |
| 2  | Charlotte Kalla   | Sverige  | + 39,7    |
| 3  | Olga Rocheva      | Ryssland | + 1.36,4  |
| 4  | Arianna Follis    | Italien  | + 1.36,4  |
| 5  | Justyna Kowalczyk | Polen    | + 2.19,1  |

| Nr | Namn           | Land    | Poäng |
| -- | -------------- | ------- | ----- |
| 1  | Virpi Kuitunen | Finland | 236   |
| 2  | Arianna Follis | Italien | 149   |
| 3  | Pirjo Muranen  | Finland | 146   |

### Etapp 8 -6 januari;9 km fristil,Val di Fiemme,Italien
| Nr | Namn                    | Land     | Tid     | VC-poäng |
| -- | ----------------------- | -------- | ------- | -------- |
| 1  | Valentyna Sjevtjenko    | Ukraina  | 34:06.2 | 50 p     |
| 2  | Kristin Størmer Steira  | Norge    | +55,3   | 40 p     |
| 3  | Claudia Künzel-Nystad   | Tyskland | +1:10,8 | 30 p     |
| 4  | Therese Johaug          | Norge    | +1:16,5 | 25 p     |
| 5  | Stefanie Böhler         | Tyskland | +1:17,3 | 23 p     |
| 6  | Katrin Zeller           | Tyskland | +1:25,0 | 20 p     |
| 7  | Arianna Follis          | Italien  | +1:27,3 | 18 p     |
| 8  | Riitta-Liisa Roponen    | Finland  | +1:29,1 | 16 p     |
| 9  | Charlotte Kalla         | Sverige  | +1:30,7 | 14 p     |
| 10 | Evi Sachenbacher-Stehle | Tyskland | +1:32,8 | 13 p     |

| Nr | Namn                 | Land     | Tid       |
| -- | -------------------- | -------- | --------- |
| 1  | Charlotte Kalla      | Sverige  | 2:43:01.0 |
| 2  | Virpi Kuitunen       | Finland  | +36,4     |
| 3  | Arianna Follis       | Italien  | +53,3     |
| 4  | Valentyna Sjevtjenko | Ukraina  | +1:09.2   |
| 5  | Olga Rotjeva         | Ryssland | +1:14.8   |

| Nr | Namn           | Land    | Poäng |
| -- | -------------- | ------- | ----- |
| 1  | Virpi Kuitunen | Finland | 156   |
| 2  | Arianna Follis | Italien | 109   |
| 3  | Pirjo Muranen  | Finland | 106   |

## Herrar

### Prolog -28 december;4.5 km klassiskt stil, individuell start;Nove Mesto,Tjeckien
| Nr | Namn                | Land     | Tid     | VC-poäng |
| -- | ------------------- | -------- | ------- | -------- |
| 1  | Lukáš Bauer         | Tjeckien | 11:15.6 | 50 p     |
| 2  | Axel Teichmann      | Tyskland | + 1.0   | 40 p     |
| 3  | Odd-Bjørn Hjelmeset | Norge    | + 3.3   | 30 p     |
| 4  | Sami Jauhojärvi     | Finland  | + 3.5   | 25 p     |
| 5  | Mats Larsson        | Sverige  | + 4.9   | 23 p     |
| 6  | Jens Arne Svartedal | Norge    | + 5.6   | 20 p     |
| 7  | Dmitrij Liasjenko   | Ryssland | + 8.5   | 18 p     |
| 8  | Anders Södergren    | Sverige  | + 10.6  | 16 p     |
| 9  | John Kristian Dahl  | Norge    | + 12.8  | 14 p     |
| 9  | Tor Arne Hetland    | Norge    | + 12.8  | 14 p     |

| Nr | Namn                | Land     | Tid     |
| -- | ------------------- | -------- | ------- |
| 1  | Lukáš Bauer         | Tjeckien | 11:00.6 |
| 2  | Axel Teichmann      | Tyskland | + 6.0   |
| 3  | Odd-Bjørn Hjelmeset | Norge    | + 13.3  |
| 4  | Sami Jauhojärvi     | Finland  | + 18.5  |
| 5  | Mats Larsson        | Sverige  | + 19.9  |

| Nr | Namn                | Land     | Poäng |
| -- | ------------------- | -------- | ----- |
| 1  | Lukáš Bauer         | Tjeckien | 15    |
| 2  | Axel Teichmann      | Tyskland | 10    |
| 3  | Odd-Bjørn Hjelmeset | Norge    | 5     |

### Etapp 2 -29 december;15 km fristil, jaktstart;Nove Mesto,Tjeckien
| Nr | Namn                  | Land      | Tid     | VC-poäng |
| -- | --------------------- | --------- | ------- | -------- |
| 1  | Emmanuel Jonnier      | Frankrike | 34.43,9 | 50 p     |
| 2  | Lukáš Bauer           | Tjeckien  | + 9,6   | 40 p     |
| 3  | Valerio Checchi       | Italien   | + 11,2  | 30 p     |
| 4  | Tord-Asle Gjerdalen   | Norge     | + 11,6  | 25 p     |
| 5  | Pietro Piller Cottrer | Italien   | + 16,2  | 23 p     |
| 6  | Martin Bajčičák       | Slovakien | + 17,6  | 20 p     |
|    | Fabio Santus          | Italien   | + 17,6  | 20 p     |
| 8  | Jean Marc Gaillard    | Frankrike | + 18,5  | 16 p     |
| 9  | Simen Østensen        | Norge     | + 20,3  | 14 p     |
| 10 | Tobias Angerer        | Tyskland  | + 20,4  | 13 p     |

| Nr | Namn              | Land     | Tid     |
| -- | ----------------- | -------- | ------- |
| 1  | Lukáš Bauer       | Tjeckien | 45:54.1 |
| 2  | Marcus Hellner    | Sverige  | 46:41.1 |
| 3  | Anders Södergren  | Sverige  | 46:42.0 |
| 4  | Maxim Vilegzjanin | Ryssland | 46:42.1 |
| 5  | Simen Østensen    | Norge    | 46:43.0 |

| Nr | Namn                | Land     | Poäng |
| -- | ------------------- | -------- | ----- |
| 1  | Lukáš Bauer         | Tjeckien | 15    |
| 2  | Axel Teichmann      | Tyskland | 10    |
| 3  | Odd-Bjørn Hjelmeset | Norge    | 5     |

### Etapp 3 -30 december;1 km fristil, sprint;Prag,Tjeckien
| Nr | Namn                | Land     | Tid | VC-poäng |
| -- | ------------------- | -------- | --- | -------- |
| 1  | Nikolay Morilov     | Ryssland |     | 50 p     |
| 2  | Simen Østensen      | Norge    |     | 40 p     |
| 3  | Tor Arne Hetland    | Norge    |     | 30 p     |
| 4  | Andrey Parfenov     | Ryssland |     | 25 p     |
| 5  | Petter Northug      | Norge    |     | 23 p     |
| 6  | Maxim Vylegzhanin   | Ryssland |     | 20 p     |
| 7  | Timo Simonlatser    | Estland  |     | 18 p     |
| 8  | Dusan Kozisek       | Tjeckien |     | 16 p     |
| 9  | Tord Asle Gjerdalen | Norge    |     | 14 p     |
| 10 | Giorgio Di Centa    | Italien  |     | 13 p     |

| Nr | Namn              | Land     | Tid     |
| -- | ----------------- | -------- | ------- |
| 1  | Simen Østensen    | Norge    | 47:27.2 |
| 2  | Lukáš Bauer       | Tjeckien | 47:39.3 |
| 3  | Tor Arne Hetland  | Norge    | 47:42.1 |
| 4  | Maxim Vylegzhanin | Ryssland | 47:42.4 |
| 5  | Petter Northug    | Norge    | 47:44.3 |

| Nr | Namn             | Land     | Poäng |
| -- | ---------------- | -------- | ----- |
| 1  | Nikolay Morilov  | Ryssland | 60    |
| 2  | Simen Østensen   | Norge    | 56    |
| 3  | Tor Arne Hetland | Norge    | 52    |

### Etapp 4 -1 januari;15 km fristil, jaktstart;Nove Mesto,Tjeckien
| Nr | Namn                  | Land      | Tid     | VC-poäng |
| -- | --------------------- | --------- | ------- | -------- |
| 1  | Pietro Piller Cottrer | Italien   | 35:30.4 | 50 p     |
| 2  | Valerio Checchi       | Italien   | +4,5    | 40 p     |
| 3  | Emmanuel Jonnier      | Frankrike | 15,3    | 30 p     |
| 4  | Martin Koukal         | Tjeckien  | +18,2   | 25 p     |
| 5  | Fabio Santus          | Italien   | +30,7   | 23 p     |
| 6  | Martin Jakš           | Tjeckien  | +35,0   | 20 p     |
| 7  | Axel Teichmann        | Tyskland  | +35,3   | 18 p     |
| 8  | Franz Göring          | Tyskland  | +35,6   | 16 p     |
| 9  | Giorgio Di Centa      | Italien   | +39,4   | 14 p     |
| 10 | Rene Sommerfeldt      | Tyskland  | +42,5   | 13 p     |

| Nr | Namn                  | Land     | Tid       |
| -- | --------------------- | -------- | --------- |
| 1  | Lukáš Bauer           | Tjeckien | 1:24:02.1 |
| 2  | Martin Koukal         | Tjeckien | +3,2      |
| 3  | Pietro Piller Cottrer | Italien  | +3,4      |
| 4  | Valerio Checchi       | Italien  | +4,6      |
| 5  | Tord-Asle Gjerdalen   | Norge    | +6,9      |

| Nr | Namn             | Land     | Poäng |
| -- | ---------------- | -------- | ----- |
| 1  | Nikolay Morilov  | Ryssland | 60    |
| 2  | Simen Østensen   | Norge    | 56    |
| 3  | Tor Arne Hetland | Norge    | 52    |

### Etapp 5 -2 januari;15 km klassisk stil, individuell start;Nove Mesto,Tjeckien
| Nr | Namn                | Land     | Tid     | VC-poäng |
| -- | ------------------- | -------- | ------- | -------- |
| 1  | Lukáš Bauer         | Tjeckien | 38:26,9 | 50 p     |
| 2  | Jens Arne Svartedal | Norge    | +27,8   | 40 p     |
| 3  | Nikolaj Pankratov   | Ryssland | +28,5   | 30 p     |
| 4  | Mats Larsson        | Sverige  | +40,0   | 25 p     |
| 5  | Eldar Rønning       | Norge    | +49,9   | 23 p     |
| 6  | Jevgenij Dementiev  | Ryssland | +55,9   | 20 p     |
| 7  | Maxim Vylegzhanin   | Ryssland | +56,1   | 18 p     |
| 8  | Odd-Bjørn Hjelmeset | Norge    | +1:15,7 | 16 p     |
| 9  | Jaak Mae            | Estland  | +1:19,9 | 14 p     |
| 10 | Ilya Tjernusov      | Ryssland | +1:20,8 | 13 p     |

| Nr | Namn                  | Land      | Tid       |
| -- | --------------------- | --------- | --------- |
| 1  | Lukáš Bauer           | Tjeckien  | 2:02:04,0 |
| 2  | Tord Asle Gjerdalen   | Norge     | +2:07,3   |
| 3  | Pietro Piller Cottrer | Italien   | +2:32,8   |
| 4  | Rene Sommerfeldt      | Tyskland  | +2:39,3   |
| 5  | Emmanuel Jonnier      | Frankrike | +2:41,7   |

| Nr | Namn            | Land     | Poäng |
| -- | --------------- | -------- | ----- |
| 1  | Nikolaj Morilov | Ryssland | 60p   |
| 2  | Simen Østensen  | Norge    | 56p   |
| 3  | Andrej Parfenov | Ryssland | 54p   |

### Etapp 6 -4 januari;1,2 km fristil, sprint;Asiago,Italien
| Nr | Namn                  | Land      | Tid | VC-poäng |
| -- | --------------------- | --------- | --- | -------- |
| 1  | Petter Northug        | Norge     |     | 50 p     |
| 2  | Nikolaj Tjebotko      | Kazakstan |     | 40 p     |
| 3  | Tor Arne Hetland      | Norge     |     | 30 p     |
| 4  | Cristian Zorzi        | Italien   |     | 25 p     |
| 5  | Pietro Piller Cottrer | Italien   |     | 23 p     |
| 6  | Tord Asle Gjerdalen   | Norge     |     | 20 p     |
| 7  | Martin Koukal         | Tjeckien  |     | 18 p     |
| 8  | Marcus Hellner        | Sverige   |     | 16 p     |
| 9  | John Kristian Dahl    | Norge     |     | 14 p     |
| 10 | Maxim Vylegzhanin     | Ryssland  |     | 13 p     |

| Nr | Namn                  | Land     | Tid       |
| -- | --------------------- | -------- | --------- |
| 1  | Lukáš Bauer           | Tjeckien | 2:04:42,0 |
| 2  | Tord Asle Gjerdalen   | Norge    | +1:17,1   |
| 3  | Pietro Piller Cottrer | Italien  | +1:45,2   |
| 4  | Tor Arne Hetland      | Norge    | +2:00,4   |
| 5  | Petter Northug        | Norge    | +2:03,9   |

| Nr | Namn             | Land     | Poäng |
| -- | ---------------- | -------- | ----- |
| 1  | Petter Northug   | Norge    | 104p  |
| 2  | Tor Arne Hetland | Norge    | 104p  |
| 3  | Nikolaj Morilov  | Ryssland | 90p   |

### Etapp 7 -5 januari;20 km klassiskstil, masstart;Val di Fiemme,Italien
| Nr | Namn                | Land     | Tid       | VC-poäng |
| -- | ------------------- | -------- | --------- | -------- |
| 1  | Odd-Björn Hjelmeset | Norge    | 1:00.17,8 | 50 p     |
| 2  | Jens Arne Svartedal | Norge    | + 0,0     | 40 p     |
| 3  | Franz Göring        | Tyskland | + 3,2     | 30 p     |
| 4  | Tord Asle Gjerdalen | Norge    | + 5,2     | 25 p     |
| 5  | Axel Teichmann      | Tyskland | + 5,5     | 23 p     |
| 6  | Eugeni Dementiev    | Ryssland | + 6,2     | 20 p     |
| 7  | Lukáš Bauer         | Tjeckien | + 7,5     | 18 p     |
| 8  | Valerio Checchi     | Italien  | + 9,0     | 16 p     |
| 9  | Tobias Angerer      | Tyskland | +10,2     | 14 p     |
| 10 | Tor Arne Hetland    | Norge    | + 10,2    | 13 p     |

| Nr | Namn                  | Land     | Tid       |
| -- | --------------------- | -------- | --------- |
| 1  | Lukáš Bauer           | Tjeckien | 3:04.22,3 |
| 2  | Tord Asle Gjerdalen   | Norge    | + 1:49,8  |
| 3  | Pietro Piller Cottrer | Italien  | + 2.23,7  |
| 4  | Jens Arne Svartedal   | Norge    | + 2.41,2  |
| 5  | Tor Arne Hetland      | Norge    | + 2.48,1  |

| Nr | Namn             | Land    | Poäng |
| -- | ---------------- | ------- | ----- |
| 1  | Petter Northug   | Norge   | 104   |
| 2  | Tor Arne Hetland | Norge   | 104   |
| 3  | Giorgio Di Centa | Italien | 96    |

### Etapp 8 -6 januari;10 km fristil,Val di Fiemme,Italien
| Nr | Namn               | Land      | Tid     | VC-poäng |
| -- | ------------------ | --------- | ------- | -------- |
| 1  | Rene Sommerfeldt   | Tyskland  | 32:59.0 | 50 p     |
| 2  | Christian Hoffmann | Österrike | +19,3   | 40 p     |
| 3  | Martin Bajčičák    | Slovakien | +19,8   | 30 p     |
| 4  | Giorgio Di Centa   | Italien   | +35,4   | 25 p     |
| 5  | Franz Göring       | Tyskland  | +39,4   | 23 p     |
| 6  | Anders Södergren   | Sverige   | +40,3   | 20 p     |
| 7  | Lukáš Bauer        | Tjeckien  | +46,1   | 18 p     |
| 8  | Nikolay Pankratov  | Ryssland  | +50,4   | 16 p     |
| 9  | Tor Arne Hetland   | Norge     | +1:02,0 | 14 p     |
| 10 | Tobias Angerer     | Tyskland  | +1:04,1 | 13 p     |

| Nr | Namn                | Land     | Tid       |
| -- | ------------------- | -------- | --------- |
| 1  | Lukáš Bauer         | Tjeckien | 3:38:07.4 |
| 2  | Rene Sommerfeldt    | Tyskland | +2:47.3   |
| 3  | Giorgio Di Centa    | Italien  | +2:47.6   |
| 4  | Tord Asle Gjerdalen | Norge    | +2:53.9   |
| 5  | Tor Arne Hetland    | Norge    | +3:04.0   |

| Nr | Namn             | Land    | Poäng |
| -- | ---------------- | ------- | ----- |
| 1  | Petter Northug   | Norge   | 104   |
| 2  | Tor Arne Hetland | Norge   | 104   |
| 3  | Giorgio Di Centa | Italien | 96    |

## VC-poäng underTour de ski

### Poängmodell
Vinnaren av varje etapp får 50 världscuppoäng, 2:an får 40 poäng och 3:an 30 poäng, sedan minskar poängen med placeringen ända ner till 15:e plats där 8 världscuppoäng delas ut. Den totala segraren av Tour de Ski får 400 världscuppoäng, 2:an får 320 poäng och 3:an 200 poäng, sedan minskar poängen med placeringen ända ner till plats 30 som får 4 poäng.

### Damer
| Placering i Tour de Ski | Flest VC-poäng under Tour de Ski | Namn                    | Land     | Placering Etapp 1 PLAC/POÄNG | Placering Etapp 2 PLAC/POÄNG | Placering Etapp 3 PLAC/POÄNG | Placering Etapp 4 PLAC/POÄNG | Placering Etapp 5 PLAC/POÄNG | Placering Etapp 6 PLAC/POÄNG | Placering Etapp 7 PLAC/POÄNG | Placering Etapp 8 PLAC/POÄNG | Tour-Poäng | VC-poäng TOTALT |
| ----------------------- | -------------------------------- | ----------------------- | -------- | ---------------------------- | ---------------------------- | ---------------------------- | ---------------------------- | ---------------------------- | ---------------------------- | ---------------------------- | ---------------------------- | ---------- | --------------- |
| 1                       | 1                                | Charlotte Kalla         | Sverige  | 7 / 18                       | 1 / 50                       | 16 / 0                       | 1 / 50                       | 6 / 20                       | 1 / 50                       | 2 / 40                       | 9 / 14                       | 400        | 642             |
| 2                       | 2                                | Virpi Kuitunen          | Finland  | 1 / 50                       | 22 / 0                       | 5 / 23                       | 12 / 11                      | 2 / 40                       | 11 / 12                      | 1 / 50                       | 21 / 0                       | 320        | 506             |
| 3                       | 3                                | Arianna Follis          | Italien  | 11 / 12                      | 7 / 18                       | 1 / 50                       | 14 / 9                       | 9 / 14                       | 4 / 25                       | 10 / 13                      | 7 / 18                       | 240        | 399             |
| 4                       | 4                                | Valentyna Sjevtjenko    | Ukraina  | 9 / 14                       | 11 / 12                      | 42 / 0                       | 8 / 16                       | 5 / 23                       | 31 / 0                       | 17 / 0                       | 1 / 50                       | 200        | 315             |
| 5                       | 5                                | Olga Rotjeva            | Ryssland | 8 / 16                       | 8 / 16                       | 18 / 0                       | 7 / 18                       | 4 / 25                       | 5 / 23                       | 4 / 25                       | 16 / 0                       | 180        | 303             |
| 6                       | 6                                | Claudia Nystad          | Tyskland | 22 / 0                       | 17 / 0                       | 9 / 14                       | 3 / 30                       | 27 / 0                       | 13 / 10                      | 3 / 30                       | 3 / 30                       | 160        | 274             |
| 7                       | 7                                | Justyna Kowalczyk       | Polen    | 3 / 30                       | 15 / 8                       | 6 / 20                       | 9 / 14                       | 8 / 16                       | 3 /30                        | 26 / 0                       | 18 / 0                       | 144        | 262             |
| 8                       | 8                                | Evi Sachenbacher-Stehle | Tyskland | 13 / 10                      | 9 / 14                       | 15 / 8                       | 6 / 20                       | 23 / 0                       | 17 / 0                       | 6 / 20                       | 10 / 13                      | 128        | 213             |
| 9                       | 9                                | Katrin Zeller           | Tyskland | 17 / 0                       | 6 / 20                       | 19 / 0                       | 16 / 0                       | 13 / 10                      | 20 / 0                       | 5 / 23                       | 6 / 20                       | 116        | 189             |
| 10                      | 10                               | Riitta-Liisa Roponen    | Finland  | 19 / 0                       | 4 / 25                       | 12 / 11                      | 13 / 10                      | 22 / 0                       | 8 / 16                       | 20 / 0                       | 8 / 16                       | 104        | 182             |

### Herrar
| Placering i Tour de Ski | Flest VC-poäng under Tour de Ski | Namn                  | Land     | Placering Etapp 1 PLAC/POÄNG | Placering Etapp 2 PLAC/POÄNG | Placering Etapp 3 PLAC/POÄNG | Placering Etapp 4 PLAC/POÄNG | Placering Etapp 5 PLAC/POÄNG | Placering Etapp 6 PLAC/POÄNG | Placering Etapp 7 PLAC/POÄNG | Placering Etapp 8 PLAC/POÄNG | Tour-Poäng | VC-poäng TOTALT |
| ----------------------- | -------------------------------- | --------------------- | -------- | ---------------------------- | ---------------------------- | ---------------------------- | ---------------------------- | ---------------------------- | ---------------------------- | ---------------------------- | ---------------------------- | ---------- | --------------- |
| 1                       | 1                                | Lukáš Bauer           | Tjeckien | 1 / 50                       | 2 / 40                       | 45 / 0                       | 13 / 10                      | 1 / 50                       | 42 / 0                       | 7 / 18                       | 7 / 18                       | 400        | 586             |
| 2                       | 2                                | Rene Sommerfeldt      | Tyskland | 23 / 0                       | 12 / 11                      | 39 / 0                       | 10 / 13                      | 17 / 0                       | 18 / 0                       | 21 / 0                       | 1 / 50                       | 320        | 394             |
| 3                       | 3                                | Giorgio Di Centa      | Italien  | 32 / 0                       | 16 / 0                       | 10 / 13                      | 9 / 14                       | 40 / 0                       | 11 / 12                      | 16 / 0                       | 4 / 25                       | 240        | 304             |
| 4                       | 4                                | Tord Asle Gjerdalen   | Norge    | 45 / 0                       | 4 / 25                       | 9 / 14                       | 11 / 12                      | 18 / 0                       | 6 / 20                       | 4 / 25                       | 28 / 0                       | 200        | 296             |
| 5                       | 5                                | Tor Arne Hetland      | Norge    | 9 / 14                       | 28 / 0                       | 3 / 30                       | 18 / 0                       | 34 / 0                       | 3 / 30                       | 10 / 13                      | 9 / 14                       | 180        | 281             |
| 6                       | 7                                | Franz Göring          | Tyskland | 15 / 8                       | 24 / 0                       | 33 / 0                       | 8 / 16                       | 36 / 0                       | 25 / 0                       | 3 / 30                       | 5 / 23                       | 160        | 237             |
| 7                       | 6                                | Pietro Piller Cottrer | Italien  | 42 / 0                       | 5 / 23                       | 50 / 0                       | 1 / 50                       | 31 / 0                       | 5 / 23                       | 11 / 12                      | 36 / 0                       | 144        | 252             |
| 8                       | 8                                | Petter Northug        | Norge    | 29 / 0                       | 11 / 12                      | 5 / 23                       | 27 / 0                       | 23 / 0                       | 1 / 50                       | 13 / 10                      | 25 / 0                       | 128        | 223             |
| 9                       | 10                               | Eugeni Dementiev      | Ryssland | 28 / 0                       | 15 / 8                       | 47 / 0                       | 26 / 0                       | 6 / 20                       | 16 / 0                       | 6 / 20                       | 16 / 0                       | 116        | 164             |
| 10                      | 9                                | Jens Arne Svartedal   | Norge    | 6 / 20                       | 27 / 0                       | 28 / 0                       | 35 / 0                       | 2 / 40                       | 15 / 8                       | 2 / 40                       | 35 / 0                       | 104        | 212             |